# Étréaupont
Étréaupont és un municipi francès situat al departament de l'Aisne i a la regió dels Alts de França. L'any 2007 tenia 859 habitants.

## Demografia

### Població
El 2007 la població de fet d'Étréaupont era de 859 persones. Hi havia 356 famílies de les quals 106 eren unipersonals (47 homes vivint sols i 59 dones vivint soles), 123 parelles sense fills, 103 parelles amb fills i 24 famílies monoparentals amb fills.
La població ha evolucionat segons el següent gràfic:
Habitants censats

### Habitatges
El 2007 hi havia 429 habitatges, 364 eren l'habitatge principal de la família, 23 eren segones residències i 42 estaven desocupats. 391 eren cases i 33 eren apartaments. Dels 364 habitatges principals, 266 estaven ocupats pels seus propietaris, 94 estaven llogats i ocupats pels llogaters i 4 estaven cedits a títol gratuït; 2 tenien una cambra, 27 en tenien dues, 74 en tenien tres, 96 en tenien quatre i 165 en tenien cinc o més. 230 habitatges disposaven pel capbaix d'una plaça de pàrquing. A 173 habitatges hi havia un automòbil i a 128 n'hi havia dos o més.

### Piràmide de població
La piràmide de població per edats i sexe el 2009 era:
| Homes | Edats   | Dones |
| ----- | ------- | ----- |
| 0     | 95 o +  | 0     |
| 0     | 90 a 94 | 0     |
| 0     | 85 a 89 | 4     |
| 0     | 80 a 84 | 16    |
| 8     | 75 a 79 | 16    |
| 36    | 70 a 74 | 24    |
| 16    | 65 a 69 | 40    |
| 24    | 60 a 64 | 32    |
| 16    | 55 a 59 | 12    |
| 28    | 50 a 54 | 28    |
| 28    | 45 a 49 | 24    |
| 32    | 40 a 44 | 24    |
| 28    | 35 a 39 | 40    |
| 48    | 30 a 34 | 28    |
| 40    | 25 a 29 | 36    |
| 16    | 20 a 24 | 16    |
| 24    | 15 a 19 | 32    |
| 52    | 10 a 14 | 8     |
| 20    | 5 a 9   | 36    |
| 24    | 0 a 4   | 32    |

## Economia
El 2007 la població en edat de treballar era de 556 persones, 385 eren actives i 171 eren inactives. De les 385 persones actives 330 estaven ocupades (193 homes i 137 dones) i 56 estaven aturades (30 homes i 26 dones). De les 171 persones inactives 46 estaven jubilades, 43 estaven estudiant i 82 estaven classificades com a «altres inactius».

### Ingressos
El 2009 a Étréaupont hi havia 359 unitats fiscals que integraven 884,5 persones, la mediana anual d'ingressos fiscals per persona era de 13.890 €.

### Activitats econòmiques
Dels 42 establiments que hi havia el 2007, 1 era d'una empresa alimentària, 2 d'empreses de fabricació d'altres productes industrials, 6 d'empreses de construcció, 12 d'empreses de comerç i reparació d'automòbils, 3 d'empreses de transport, 7 d'empreses d'hostatgeria i restauració, 1 d'una empresa immobiliària, 2 d'empreses de serveis, 3 d'entitats de l'administració pública i 5 d'empreses classificades com a «altres activitats de serveis».
Dels 14 establiments de servei als particulars que hi havia el 2009, 1 era una oficina de correu, 1 taller de reparació d'automòbils i de material agrícola, 1 paleta, 2 fusteries, 1 empresa de construcció, 1 perruqueria, 6 restaurants i 1 saló de bellesa.
Dels 5 establiments comercials que hi havia el 2009, 1 era una botiga de més de 120 m², 1 una botiga de menys de 120 m², 1 una fleca, 1 una peixateria i 1 una botiga de roba.
L'any 2000 a Étréaupont hi havia 23 explotacions agrícoles que ocupaven un total de 986 hectàrees.

## Equipaments sanitaris i escolars
L'únic equipament sanitari que hi havia el 2009 era una farmàcia.
El 2009 hi havia una escola elemental.

## Poblacions més properes
El següent diagrama mostra les poblacions més properes.